# Nokia X3-02
Nokia X3-02 Touch and Type — мобільний телефон від Nokia. Це перший телефон Nokia, який має сенсорний екран і в той же час клавіатурою. Також це перший телефон з сенсорним екраном під керуванням операційної системи Series 40. У раніше випущених телефонів з сенсорним екраном від Nokia ніколи не було фізичної клавіатури, або в них була клавіатура слайдера, або QWERTY клавіатура, і всі ці пристрої були під управлінням Symbian S60 v5 ОС.

## Особливості
Головна особливість цього телефону - Touch and Type, тобто можна керувати телефоном як і за допомогою екрана, так і за допомогою алфавітно-цифрової клавіатури. Інші особливості: WLAN, HSPA, VoIP c HD Voice , 5-ти мегапіксельна камера, WebKit Open Source Browser, Flash Lite 3.0, Bluetooth 2.1 + EDR і MIDP Java 2.1 з додатком Java APIs. Цей телефон також підтримує функцію USB On-the-Go, яка дозволяє використовувати телефон як USB Host.

## Специфікації
| Type                                                                                                   | Specification |
| --- | --- |
| Мережі                                                                                                 | GSM 850 / GSM 900 / GSM 1800 / GSM 1900 / WCDMA 850 / WCDMA 900 / WCDMA 1900 / WCDMA 2100 |
| Регіональна доступність                                                                                | Африка, Азія та Океанія, Бразилія, Китай, Євразія, Європа, Латинська Америка, Близький Схід |
| Вага                                                                                                   | 77.4 гр. |
| Розміри                                                                                                | 106.2 x 48.4 x 9.6 мм. |
| Форм-фактор                                                                                            | Моноблок |
| Електроживлення                                                                                        | в режимі розмови: 5.3 годин (GSM), 3.5 годин (WCDMA) В режимі очікування: 18 днів (GSM), 16 днів (WCDMA) |
| Батарея                                                                                                | BL-4S 3.7V 860 mAh |
| Дисплей                                                                                                | Тип: TFT Кольори: 262 000 (18-bit) Розмір 2.4 "Роздільна здатність: 240 x 320 pixels (QVGA) |
| Платформа / ОС                                                                                         | BB5 / Nokia Series 40, 6th Edition feature pack 1 |
| Пам'ять                                                                                                | 64 MB |
| Digital TTY / TDD                                                                                      | Так |
| Управління мовами                                                                                      | Так |
| Профілі дзвінка                                                                                        | Так |
| Вібрація                                                                                               | Так |
| Bluetooth                                                                                              | Підтримувані профілі: A2DP, AVRCP, DUN, FTP, GAP, GAVDP, GOEP, HFP, HSP, OPP, PAN, PBAP, SAP, SDAP, SPP |
| PC Sync                                                                                                | Так |
| USB | Micro-USB |
| Multiple Numbers per Name                                                                              | Так |
| Голосовий виклик                                                                                       | Так |
| Користувальницький рінгтон                                                                             | Так |
| Data-Кабель                                                                                            | Так |
| Flight Mode                                                                                            | Так |
| Packet Data                                                                                            | Технологія: GPRS MSC 32 (RX TX: 4 3, 3 2) (max 5 slots), EDGE (EGPRS): MSC 32 (RX TX 4 березня, 3 2) (max 5 slots), WCDMA 2100, максимальна швидкість PS 128/384 kbit / s (UL / DL), CS 12.2 kbit / s, HSUPA максимальна швидкість 2.0 Mbit / s, HSDPA максимальна швидкість 10.2 Mbit / s (DL) |
| WLAN                                                                                                   | 802.11b (11 Mbit / s), 802.11g (54 Mbit / s), 902.11d (roaming issues), 802.11i (security issues, WEP, WPA, WPA2, EAP), 802.11e (QoS issues), 802.11 N |
| WAP / Web Browser \| \| HTML через TCP / IP, WAP 2.0, WebKit Open Source Browser, XHTML через TCP / IP | |
| Словник                                                                                                | T9 |
| Бічні клавіші                                                                                          | Кнопки звуку справа |
| Слот карти пам'яті                                                                                     | Тип карти: microSD до 32 GB. |
| Email клієнт                                                                                           | Підтримка: IMAP4, POP3, SMTP |
| MMS | MMS 1.2 / SMIL |
| Текстові повідомлення                                                                                  | 2-Way: Так |
| FM Радіо                                                                                               | Стерео: Так |
| Музичний плеєр                                                                                         | Підтримувані Формати: MP3, MP4, AAC, AAC, eAAC, WMA, WAV |
| Камера                                                                                                 | Дозвіл: 5 мегапікселів (2592 × 1944) з 4x оптичним зумом |
| Stream-відео                                                                                           | Протокол: 3GPP |
| Відео камера                                                                                           | QVGA / до 20 fps / формат H.263 і MPEG4 |
| Захист                                                                                                 | Так |
| Калькулятор                                                                                            | Так |
| Календар                                                                                               | Так |
| SyncML                                                                                                 | Так |
| Нотатки                                                                                                | Так |
| Voice Memo                                                                                             | Так |
| Ігри                                                                                                   | Так |
| Java ME                                                                                                | Версія: MIDP 2.1, CLDC 1.1 з підтримкою JSRs: 75, 82, 118, 120, 135, 139, 172, 177, 179, 184, 185, 205, 211, 226, 234, 248, 284 |
| Навушники                                                                                              | Так (3.5 мм) |
| Остання версія прошивки                                                                                | 05.65 |